# Chevalier (film, 2022)
Pour les articles homonymes, voir Chevalier.
Pour plus de détails, voir Fiche technique et Distribution.
Chevalier est un film américain réalisé par Stephen Williams et sorti en 2022. 

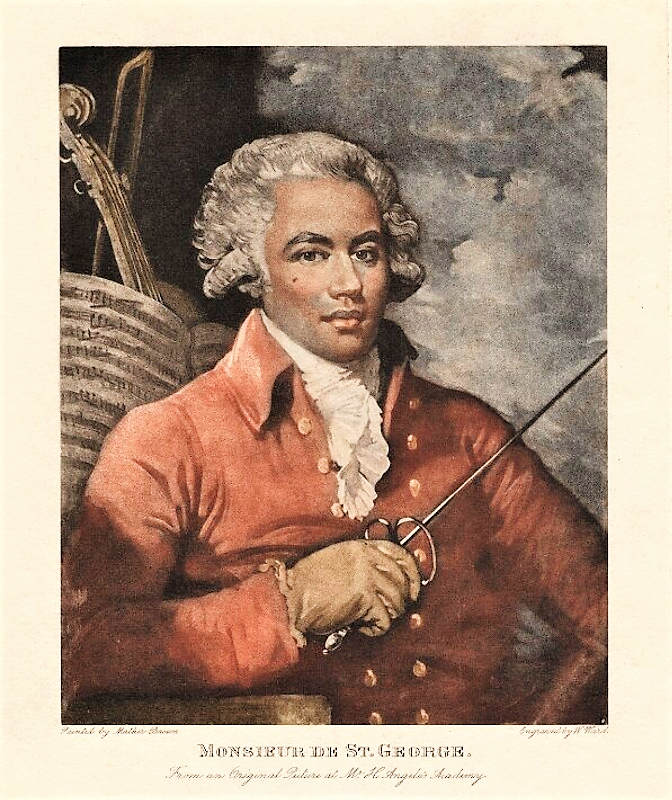
Joseph Bologne de Saint-George.

Le film est centré sur le personnage de Joseph Bologne de Saint-George, connu sous le nom de « chevalier de Saint-George » et surnommé le « Mozart noir », un compositeur, escrimeur et  militaire qui fut l'un des premiers compositeurs et musiciens d'ascendance africaine à s'imposer sur la scène européenne du XVIIIe siècle,,. Né en 1745 à la Guadeloupe dans les Caraïbes françaises, il était le fils illégitime de Georges Bologne de Saint-George, un propriétaire de plantation français, et d'une esclave d'origine africaine,,,. En vertu du Code noir, l'enfant est esclave comme sa mère, mais il est entouré de mille soins par son père et emmené par celui-ci en France pour lui donner une bonne éducation. Georges Bologne de Saint-George intègre la haute société française et réussit à y faire entrer son fils qui est admis en 1752 à l'école d'escrime de Nicolas Texier de La Boëssière. Joseph Bologne de Saint-George s'est ensuite élevé dans l'aristocratie française grâce à ses talents d'escrimeur, de violoniste et de compositeur,,, et s'est fait connaître en tant que premier compositeur classique connu d'origine africaine.
Le film est présenté au festival international du film de Toronto 2022 au Canada et sort dans les salles de cinéma l'année suivante,, .

## Synopsis
En 1745, dans les Antilles françaises, le violoniste De Saint-Georges est le fils illégitime d'une esclave africaine et d'un propriétaire de plantation français.

## Fiche technique
Sauf indication contraire, les informations mentionnées dans cette section peuvent être confirmées par la base de données cinématographiques IMDb,  présente dans la section « Liens externes ».
- Titre original : Chevalier
- Réalisation : Stephen Williams
- Scénario : Stefani Robinson
- Musique : Kris Bowers
- Direction artistique : Gemma Randall
- Décors : Karen Murphy
- Costumes : Oliver Garcia
- Photographie : Jess Hall
- Montage : John Axelrad
- Production : Cornelia Burleigh, Ed Guiney, Andrew Lowe, Dianne McGunigle, Zahra Phillips et Stefani Robinson

Coproducteurs : David Minkowski, Emily Morgan, Andrew Riach et Matthew Stillman
- Société de production : Element Pictures
- Société de distribution : Searchlight Pictures
- Budget : n.c.
- Pays de production :  États-Unis
- Langue originale : anglais
- Format : couleur
- Genre : drame biographique et historique
- Durée : 107 minutes
- Dates de sortie[12] :
  - Canada : 11 septembre 2022 (festival de Toronto)
  - États-Unis : 7 avril 2023[10],[11]
  - France : 16 juin 2023 (en VOD et sur Disney+)
- Classification[13] :
  - États-Unis : PG-13

## Distribution
- Kelvin Harrison Jr. (VF : Mike Fédée) : Joseph Bologne, Chevalier de Saint-Georges
- Lucy Boynton (VF : Nastassja Girard) : Marie-Antoinette, reine de France
- Samara Weaving (VF : Elisabeth Ventura) : Marie-Joséphine de Montalembert
- Marton Csokas (VF : Lionel Tua) : le marquis de Montalembert
- Minnie Driver (VF : Rafaèle Moutier) : la cantatrice Marie-Madeleine Guimard
- Alec Newman : Guillaume Poncet de La Grave
- Jessica Boone : La Arnould
- Alex Fitzalan (VF : Gauthier Battoue) : Philippe

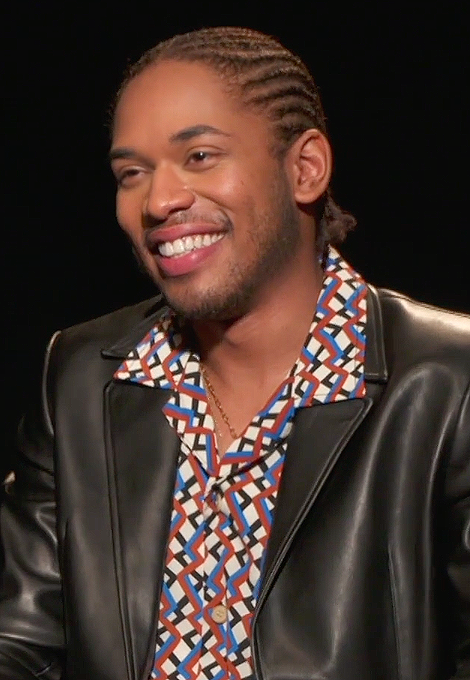
Kelvin Harrison Jr.
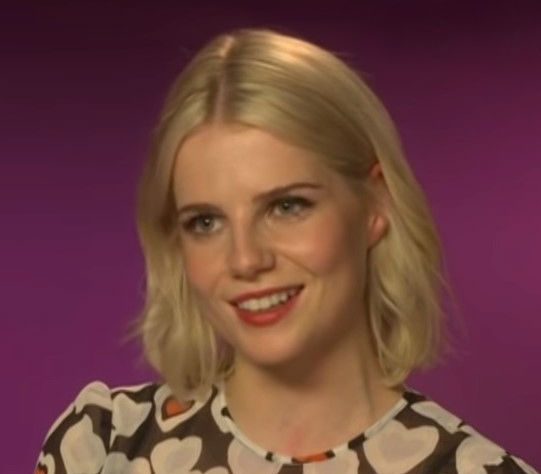
Lucy Boynton.
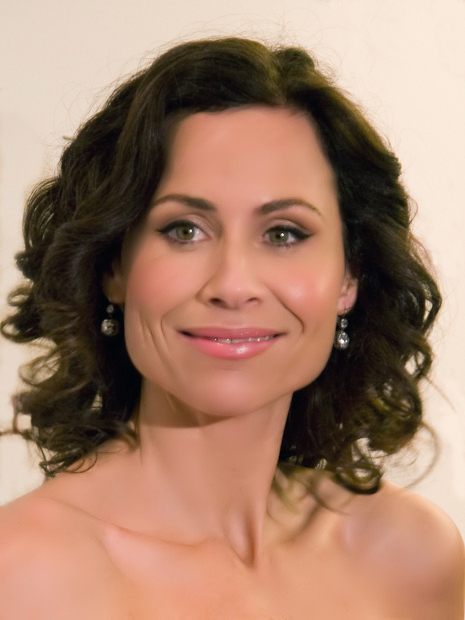
Minnie Driver.

## Production

### Genèse et développement
En juin 2020, le magazine américain Variety annonce que la filiale de Disney Searchlight Pictures a acquis un scénario intitulé Chevalier de Saint-Georges consacré à la vie de Chevalier de Saint-Georges par Stefani Robinson, scénariste lauréate du Writers Guild of America Award du « Meilleur scénario pour une série télévisée comique » pour la série Atlanta, également nommée aux Emmy Awards pour la série What We Do in the Shadows.
Variety annonce alors également que la réalisation du biopic consacré à ce prodige de la musique classique né en 1745 à la Guadeloupe dans les Caraïbes françaises sera confiée à Stephen Williams, un réalisateur qui est né et a grandi à Kingston en Jamaïque et a fait ses études au Royaume-Uni.
Le magazine annonce enfin que la production sera assurée par Element Pictures, Stefani Robinson et Dianne McGunigle.

### Attribution des rôles
En mars 2021, le webzine Deadline Hollywood annonce que Kelvin Harrison Jr. interprétera le rôle-titre du film dont le titre prévu alors est encore Chevalier de Saint-Georges.
Le 8 juillet 2021, The Hollywood Reporter révèle que Samara Weaving rejoint le projet pour assumer le rôle de Marie-Joséphine de Montalembert.
Peu après, Deadline Hollywood annonce le 4 août 2021 que  Lucy Boynton, connue pour avoir interprété Mary Austin, la compagne de Freddie Mercury dans le film Bohemian Rhapsody, va interpréter le rôle de Marie-Antoinette, reine de France,.
Plus tard dans le mois, Deadline Hollywood précise que Minnie Driver jouera le rôle de « La Guimard », une des danseuses favorites de la reine Marie-Antoinette, qui s'est offusquée de l'ascension du chevalier,.
Comme l'avait déjà laissé entendre Deadline Hollywood, le magazine Variety confirme le 20 août 2021 que le titre définitif du film sera Chevalier et non Chevalier de Saint-Georges.

### Tournage
Le tournage a lieu en Tchéquie à partir du 7 septembre 2021 à Prague, une ville qui a une longue histoire en tant que site de production de biopics de compositeurs classiques, comme Amadeus tourné en 1983 par Miloš Forman, un film où la capitale tchèque remplace Vienne, Ludwig van B. (Immortal Beloved) avec Gary Oldman dans le rôle de Ludwig van Beethoven (1994) et Interlude in Prague avec Aneurin Barnard dans le rôle de Mozart (2017).

## Sortie et accueil
Le film est présenté en première mondiale le 11 septembre 2022 au festival international du film de Toronto 2022, au Canada.
En octobre 2022, la compagnie Disney annonce qu'elle bouscule son calendrier de dates de sortie, repoussant plusieurs titres, dont quatre de l'univers cinématographique Marvel, mais que la sortie du film Chevalier aux États-Unis est fixée au 7 avril 2023,,,,.